# Don Beauman
Donald Beauman (1928. július 26. – 1955. július 9.) brit autóversenyző.

## Pályafutása
1954-ben részt vett hazája világbajnoki Formula–1-es versenyén. A futamot hat kör hátrányban a győztes José Froilán González mögött a tizenegyedik helyen zárta. 1954-ben és 1955-ben több, a világbajnokság keretein kívül rendezett Formula–1-es versenyen is rajthoz állt.
1955-ben elindult a Le Mans-i 24 órás viadalon is. A futamra honfitársával, Norman Dewisszel nevezett. Kettősük százhat kör megtétele után kiesett.
Néhány héttel a Le Mans-i futam után vesztette életét. Barátjától, Mike Hawthorntól vásárolt versenyautóban szenvedett halálos balesetet a Leinster Trophy-n.

## Eredményei

### Teljes Formula–1-es eredménylistája
(Táblázat értelmezése)

(Félkövér: pole-pozícióból indult; dőlt: leggyorsabb kört futott) 

| Év   | Csapat           | Modell           | Motor                  | 1   | 2   | 3   | 4   | 5      | 6   | 7   | 8   | 9   | Helyezés | Pont |
| ---- | ---------------- | ---------------- | ---------------------- | --- | --- | --- | --- | ------ | --- | --- | --- | --- | -------- | ---- |
| 1954 | Sir Jeremy Boles | Connaught A Type | Lea-Francis Straight-4 | ARG | 500 | BEL | FRA | GBR 11 | GER | SUI | ITA | ESP | -        | 0    |

### Le Mans-i 24 órás autóverseny
| Év   | Csapat           | Autó          | Csapattárs   | Helyezés |
| ---- | ---------------- | ------------- | ------------ | -------- |
| 1955 | Jaguar Cars Ltd. | Jaguar D-Type | Norman Dewis | Kiesett  |

## Külső hivatkozások
- Profilja a grandprix.com honlapon (angolul)
- Profilja a statsf1.com honlapon (angolul)